# E71 (trasa europejska)
E71 – trasa europejska pośrednia północ-południe (kategorii A), biegnąca przez wschodnią Słowację, Węgry i Chorwację (Slawonię i Dalmację).
E71 zaczyna się w Koszycach, gdzie odbija od tras europejskich E50 i E571. Biegnie szlakiem słowackiej drogi krajowej nr 68 (drogi ekspresowej R4) do granicy państwowej Milhosť – Tornyosnémeti.

## Przebieg trasy
Na Węgrzech E71 biegnie szlakami:
- drogi krajowej nr 3 do Miszkolca,
- autostrady M3 do Budapesztu, gdzie krzyżuje się z trasami europejskimi E60, E66, E73, E75 i E77,
- autostrady M7 do Siófok (na odcinku Budapeszt – Székesfehérvár razem z trasą E66),
- drogi krajowej nr 7 przez Nagykanizsa do przejścia granicznego Letenye – Goričan (most na Murze.

Od Nagykanizsa do Karlovacu E71 biegnie razem z trasą europejską E65.
Na terenie Chorwacji E71 biegnie szlakami:
- autostrady A4 do Zagrzebia (węzeł Ivanja Reka),
- autostrady A3 (obwodnicy Zagrzebia) do węzła Lučko,
- autostrady A1 do Karlovacu (węzeł Karlovac),
- drogi krajowej nr 1 przez Knin i Sinj do Splitu, gdzie łączy się z trasą europejską E65.

Ogólna długość trasy E71 wynosi około 967 km, z tego 22 km na Słowacji, 474 km na Węgrzech i 471 km w Chorwacji.

## Stary system numeracji
Do 1985 obowiązywał poprzedni system numeracji, według którego oznaczenie E71 dotyczyło trasy Hanower – Brema – Bremerhaven. 

### Drogi w ciągu dawnej E71
Lista dróg opracowana na podstawie materiału źródłowego
| Niemcy Zachodnie | autostrada A27: Westenholz – Walsrode – Verden – Bremen – Bremerhaven |